# Psi Cancri
Psi Cancri (ψ Cnc / 14 Cancri / HD 67767 / HR 3191) es una estrella en la constelación de Cáncer —el cangrejo— de magnitud aparente +5,73. Se encuentra a 137 años luz de distancia del sistema solar.
Aunque Psi Cancri aparece catalogada con tipo espectral G7V en diversas bases de datos, su tamaño y luminosidad indican que se trata de una estrella más evolucionada, figurando como subgigante G8IV en diversos estudios.
Su diámetro, más de 3 veces más grande que el del Sol, así como su luminosidad, 9 veces mayor que la luminosidad solar, la descartan como estrella de la secuencia principal. 
Con una temperatura efectiva entre 5232 y 5262 K, tiene una metalicidad —abundancia relativa de elementos más pesados que el helio— comparable a la solar.
Itrio y escandio son los elementos que, comparativamente con el Sol, se encuentran en menor proporción.
Psi Cancri gira sobre sí misma con una velocidad de rotación de 3,1 km/s.
Aunque más masiva que el Sol, no existe acuerdo sobre su masa; un estudio señala un valor de 1,64 masas solares, mientras que otro establece la cifra de 3,3 masas solares, claramente superior. Algo parecido ocurre con su edad, comprendida entre 1950 y 2700 millones de años.